# 中庸
《中庸》是儒家經典的《四書》之一。原是《小戴禮記》第三十一篇，作者孔伋。宋朝學者對《中庸》非常推崇，而將其從《禮記》中抽出獨立成書，朱熹則將其與《論語》、《孟子》、《大學》合編為《四書》。
《中庸》在字面上的解釋即是“中道及常理”之意。而執中又當求「中和」，在一個人還沒有表現出喜怒哀樂時的平靜情緒為「中」，表現出情緒之後經過調整而符合常理為「和」。其主旨在于修養人性。其中關聯及學習的方式（博學、審問、慎思、明辨、篤行），做人的規範如「五達道」（君臣、父子、夫婦、昆弟（兄弟）、朋友之交）和「三達德」（智、仁、勇）等。中庸所追求的修養的最高境界是「至誠」。而三字經云：「中不偏，庸不易。」
《中庸》提出，“天”賦予萬物“性”。“性”是萬物之所以存在的“理”。按“理”而生活，完成天所賦予的使命，就是“道”。《中庸》指出道對於人來說是各有不同的。區別，調整各種不同的使命，使之成爲大家都遵守的原則，被稱爲“修道”，即“教”。“性”、“道”、“教”之論指出了人被“天”賦予使命以及使命的重要性。這也是全篇的宗旨。強調「誠」的重要，誠即是《大學》中所述說的「誠意」。「誠」是人先天的本性，“明”是與“誠”相生的。由誠而達到明，再由明至於誠。「不誠無物」，至誠的人才能充分的發揮本性與感化人群，進而成為人們的最高典範。朱熹特將中庸重新編訂，分成三十三章，稱為中庸章句，大致是論述下列三重點：（1）首言道出於天，而道的本體備於己而不可離，遵此道而修是為教。（2）次言存養省察之要，重在戒慎恐懼以慎獨。（3）終言天地育養萬物，聖神功化之極的至高境界-無聲無臭。《中庸》一文中多次引用孔子的言論及《詩經》的篇章以解釋其理念。

## 爭議

### 作者
作者是誰尚無定論，一说是孔子嫡孫子思（即孔伋）所作（子思著《中庸》），另一說是秦代或漢代的學者所作。史家司馬遷認為《中庸》是由子思（即孔伋）所作，以下是對作者身分的幾種說法及其論據。
孔伋作
- 論據：《史記》孔子世家、鄭玄《禮記》目錄、朱熹《中庸章句》，均作此說。

非孔伋作，必出孟子之後
- 論據：
  - 清代袁枚認為，《論語》、《孟子》提及山嶽之名，均稱泰山；而《中庸》獨稱華嶽，疑出於西京儒士附會。
  - 清代崔述《洙泗考信錄》認為：
    - 孔孟之言，均平實切用；惟《中庸》探賾索隱，欲極微妙之致。
    - 《論語》之文，應該是曾參門人所記，正與子思同時。《論語》文句簡潔易明，《孟子》文句通暢詳盡，然而《中庸》文句則繁複隱晦。
    - 「在下位」以下十六句，亦見於《孟子‧離婁》。傳統認為是孔子的言論，子思述說並傳予孟子。但孔子名言甚多，孟子引述時必稱「孔子曰」，為何偏偏在這裡不同？

部分孔伋作
- 論據：日本學者武內義雄《子思子考》：
  - 《中庸》本《子思子》首篇（隋書音樂志引梁沈約：「中庸：取子思子」）
  - 《中庸》上卷（一至十九章）及下卷（二十章以後）思想、文體、內容均異。上卷尚有子思舊文，應寫於戰國初期，下卷則寫於秦末。
  - 下卷第二十八章第二段：【今天下，車同軌，書同文，行同倫】四句，可證實為秦後所注。而漢初因秦始皇焚書，漢儒搜集倖存之書，力於恢復內容，並獨尊儒術，推測本書為當時引儒家典籍加以撰寫而成。

論據：台湾姜廣輝 《郭店楚簡與早期儒學》：不能因為《中庸》中有「今天下車同軌，書同文，行同倫」之語，就推翻「子思作《中庸》」的成說。

### 中庸一詞的意思
宋明理學傳統闡述中庸的字面意思是：「中者，不偏不倚、無過不及之名；庸，平常也。」然而也有一些學者認為宋明理學傳統對於中庸的闡釋有所錯誤。他們認為先秦「中庸」一詞所謂的「中」乃是指「心中內在」的修持功夫，而非是指「不偏不倚處於中間」的行持處事。這兩方的思想差異可以參考下述外部連結的相關資料。
再參照《大學》：「此謂誠於中行於外。」二者其實兼而有之，「心中內在」的修持工夫若不失其正，其行止自然「不偏不倚處於中間」。

## 
- 《中庸章句》一卷--南宋朱熹著《四書章句集注》。

## 延伸阅读
[在维基数据编辑]
 《禮記/中庸》（ 在维基共享资源阅览影像）
 《四書章句集註/中庸章句》
 《欽定古今圖書集成·理學彙編·經籍典·中庸部》，出自陈梦雷《古今圖書集成》